# Sergej Gontjar (cyklist)

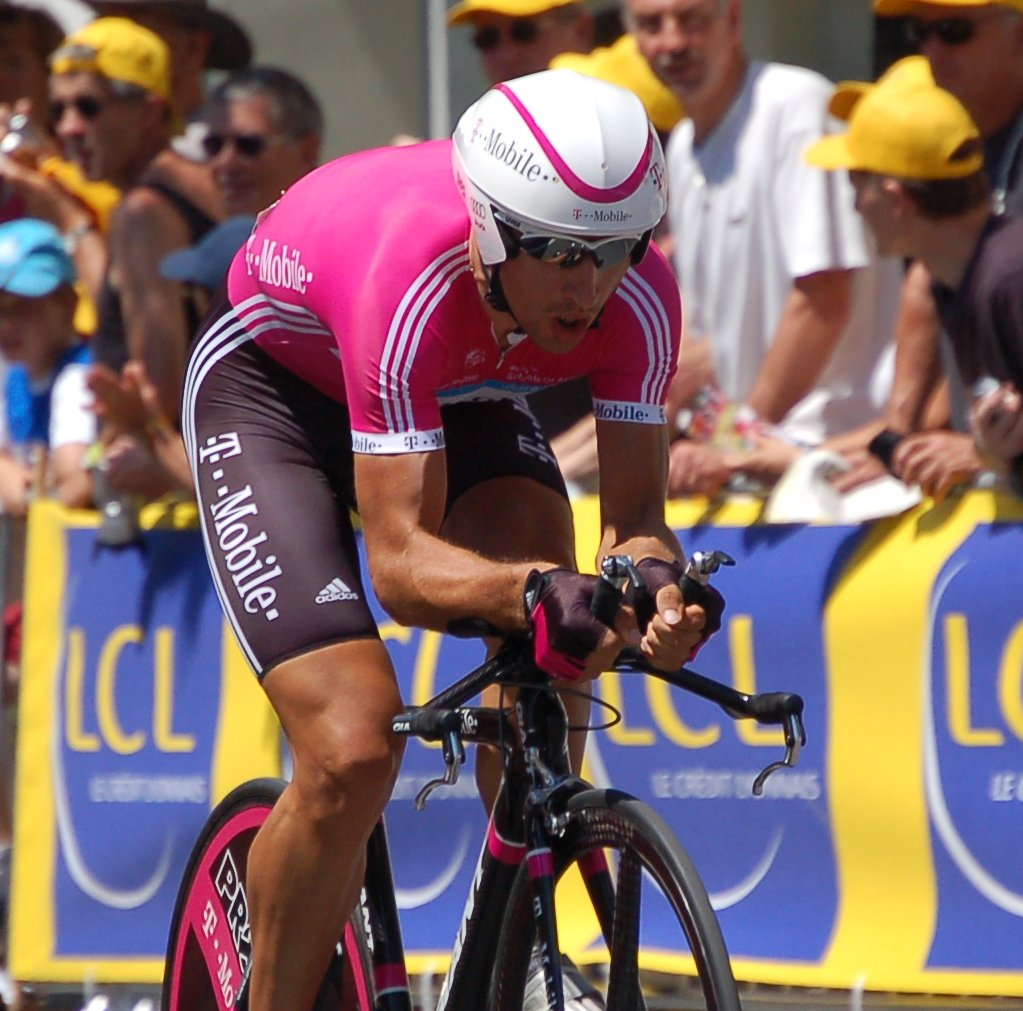
Sergej Gontjar under prologen i Tour de France 2006.

Serhij Mykolajovytj Hontjar (ukrainska: Сергiй Гончар, även känd som Sergej Gontjar), född 3 juli 1970 i Rovno, Ukrainska SSR, Sovjetunionen, är en ukrainsk före detta professionell tävlingscyklist. Han tävlade professionellt åren 1996–2009, senast för Team Corratec.
Hontjars främsta meriter är segern i världsmästerskapens tempolopp 2000 och segern på den 7:e etappen i Tour de France 2006 som innebar att han tog över tävlingens gula ledartröja, "maillot jaune". Han har även flera framskjutna placeringar i Giro d'Italia och har kört i den rosa ledartröjan, "la maglia rosa".

## Karriär
Under världsmästerskapen 1998 slutade Hontjar trea på tempoloppet efter spanjorerna Abraham Olano och Melchior Mauri.
Under säsongen 2005 vann han Giro del Trentino. I augusti samma år slutade han trea i Giro del Veneto.
Serhij Hontjar vann etapp 19, ett individuellt tempolopp, under Tour de France 2006, 41 sekunder före tysken Andreas Klöden. Tidigare under tävlingen vann han den 7:e sträckan av det franska etapploppet, vilket innebar att han tog över den gula ledartröjan. Han blev av med ledartröjan efter etapp 9 när fransmannen Cyril Dessel tog över densamma. 
Tidigare under säsongen 2006 slutade Hontjar tvåa på Circuit Cycliste de la Sarthe efter Stefan Schumacher. Han slutade också tvåa på etapp 4 av tävlingen efter Alessandro Bertolini. På Giro d'Italia 2006 slutade han femma på etapp 1.
Serhij Hontjar blev först avstängd i 30 dagar av sitt stall T-Mobile efter att han haft för höga hemoglobinvärden i de tester, tagna under Liège-Bastogne-Liège och Romandiet runt, som stallet själva utförde under 2007. När Gontjar inte kunde ge tillfredsställande svar på varför värdena var höga sparkade de därför honom. 
Året därpå kontrakterades han av Preti Mangimi och slutade under säsongen tvåa i Giro del Veneto. Inför säsongen 2009 blev ukrainaren kontrakterad av det polsk-italienska kontinentallaget Corratec.

## Namn
Då Hontjar kom till Italien för att tävla som cyklist transkriberades hans namn från ukrainska till Honchar på hans pass och inte som tidigare under sovejettiden från ryska till Gontjar. Det korrekta uttalet är dock med ett G, Gontjar. Han tröttnade snart på att påpeka detta och i officiella engelskspråkiga sammanhang syns alltid Honchar.

## Åkstil
Serhij Hontjar var en tempospecialist men försvarade sig även väl på bergsetapper där han oftast körde på en okaraktäristisk tung utväxling.

## Stall
- Ideal 1996
- Aki-Safi 1997
- Cantina Tollo-Alexia Alluminio 1998
- Vini Caldirola-Sidermec 1999
- Liquigas-Pata 2000–2001
- Fassa Bortolo 2002
- De Nardi-Colpack 2003–2004
- Domina Vacanze 2005
- T-Mobile Team 2006–2007
- Preti Mangimi 2008
- Team Corratec 2009